# Flockenstieliger Hexen-Röhrling
Der Flockenstielige Hexen-Röhrling (Neoboletus erythropus, Syn.: Boletus erythropus, Neoboletus luridiformis) ist eine Pilzart aus der Familie der Dickröhrlingsverwandten (Boletaceae). Er ist ein häufiger Waldpilz und wird im Volksmund je nach Landstrich auch Schuster-, Tannen-, Donnerpilz oder Zigeuner (z. B. im Bayerischen Wald) genannt. Die Bezeichnung „Schusterpilz“ entstand wohl wegen der wildlederartigen Oberfläche des Hutes. Er ist roh unverträglich, gilt gekocht aber als hervorragender Speisepilz.

## Merkmale

### Makroskopische Merkmale

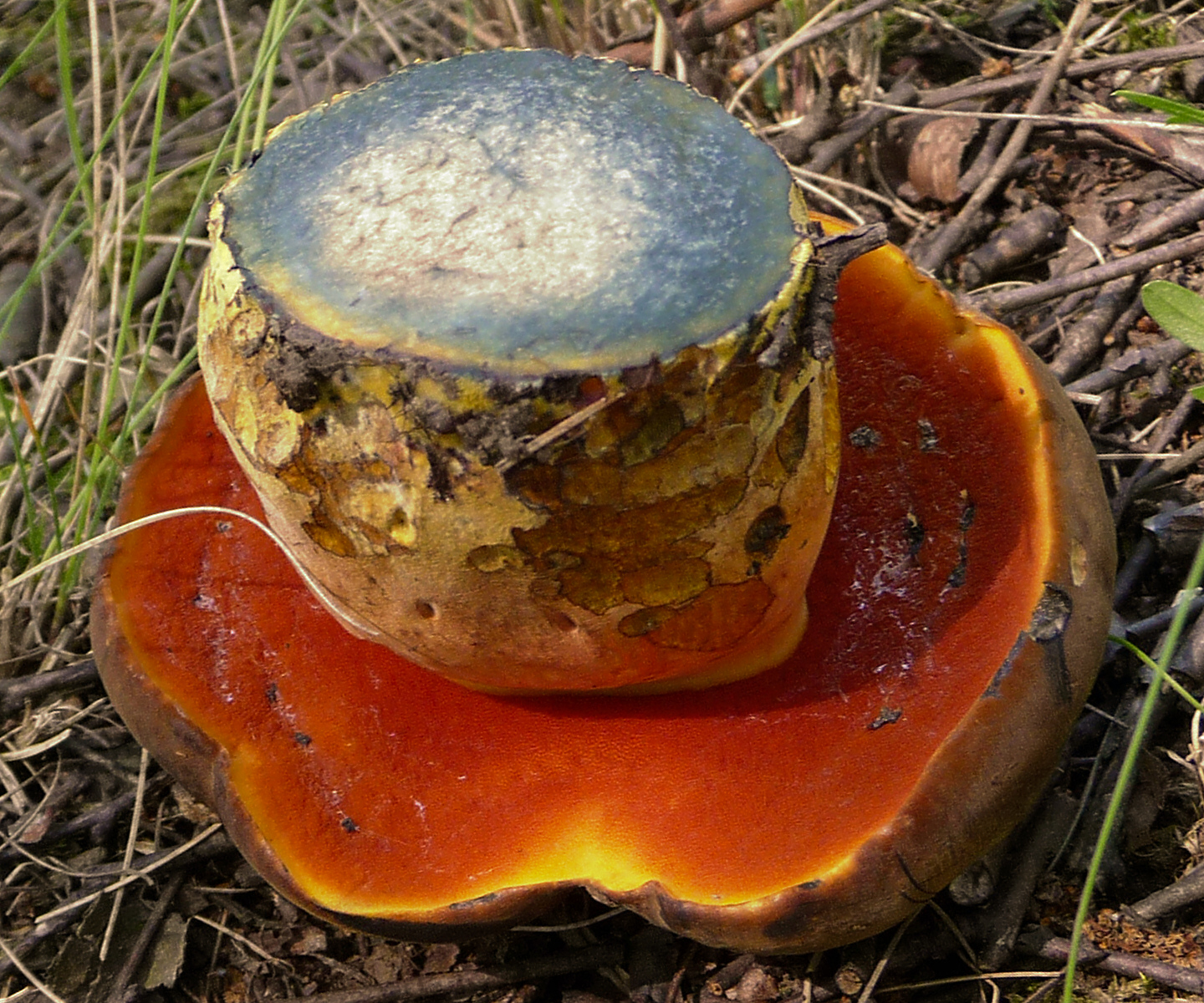
Die Hutunterseite des Flockenstieligen Hexen-Röhrlings zeigt leuchtend orangerote Poren bzw. Röhrenmündungen.

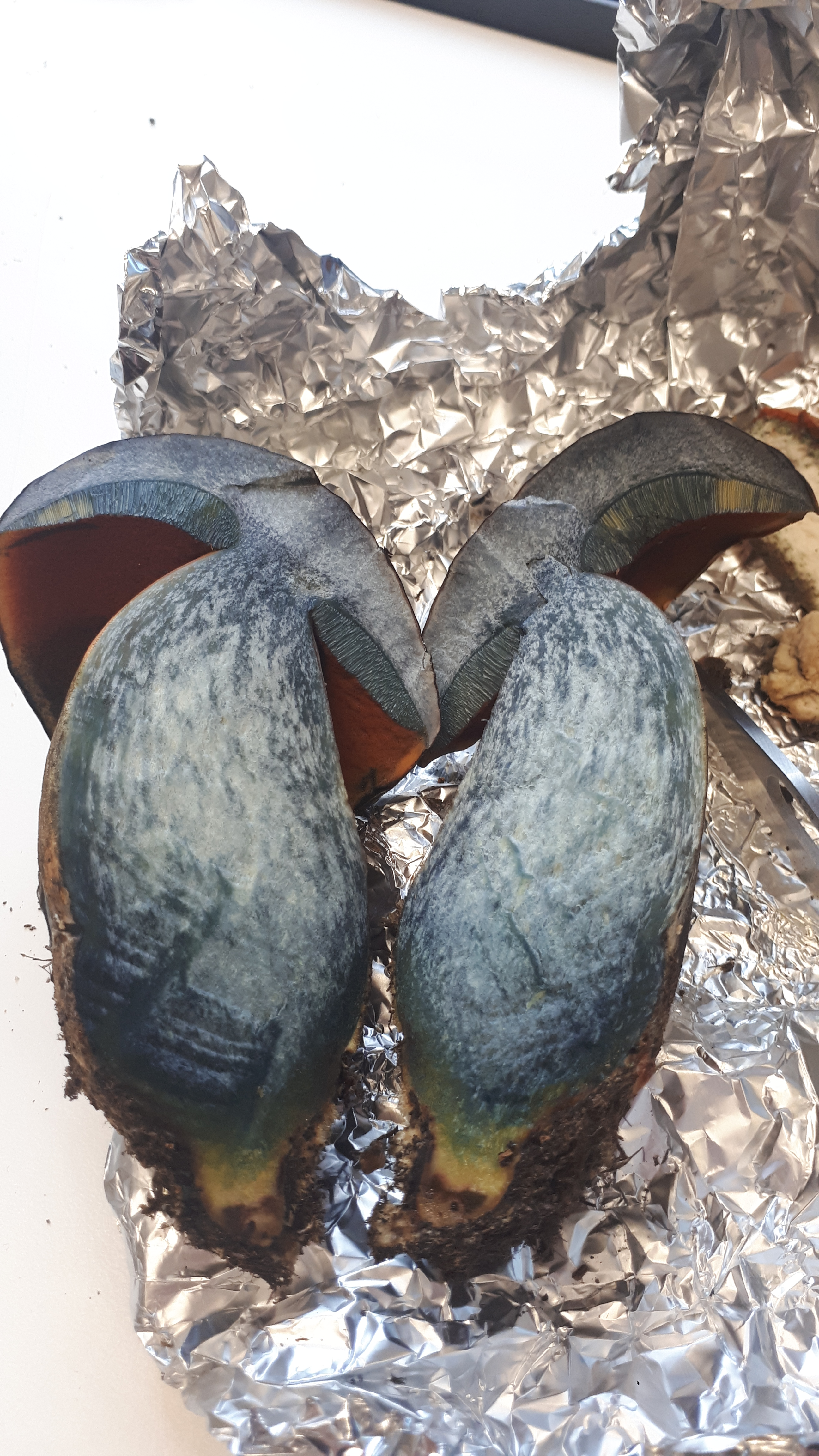
Das gelbe Fleisch des Flockenstieligen Hexen-Röhrlings läuft bei Luftkontakt in kürzester Zeit blaugrün an.

Der Hut ist halbkugelig bis polsterförmig, verflacht aber im Alter etwas. Er erreicht einen Durchmesser zwischen 6 und 20, manchmal auch 25 Zentimetern. Die Oberseite ist meist dunkelbraun gefärbt; selten ist sie heller braun oder mit oliven Anteilen getönt. Die Huthaut ist fein samtig-filzig, verkahlt jedoch im Alter. Bei feuchter Witterung ist sie für kurze Zeit etwas schleimig. Die Röhren sind gelb und besitzen einen Olivton. Druckstellen verfärben sich stark blau. Die Poren sind orange bis rot gefärbt. Meist ist die Tönung über den gesamten Durchmesser recht gleichmäßig. Auf Druck laufen die Poren ebenfalls blau an.
Der Stiel wird zwischen 5 und 15 Zentimetern lang und 2 bis 5 Zentimeter dick. Er ist walzig bis keulig geformt, allerdings kaum bauchig verdickt. Die Oberfläche ist gelb bis bräunlichgelb gefärbt und mit feinen Flocken überzogen. Am oberen Teil des Stiels können diese mehr gelblich sein. An der Basis befindet sich olivfarbener Filz; das angewachsene Myzel ist blass gelblich getönt.
Das Fleisch ist dottergelb, in der Basis manchmal leicht rötlich. Bei Verletzung verfärbt es sich sofort kräftig blau. Nach einigen Stunden entfärbt es sich wieder trübgelb. Das Hutfleisch unter der Röhrenschicht (Röhrenboden) ist gelb. Es besitzt keinen bestimmten Geruch und schmeckt mild. Mit Melzers Reagenz zeigt das Fleisch keine Reaktion (inamyloid).

### Mikroskopische Merkmale
Die Basidien sind 25–40 × 9–13 (15) Mikrometer groß. Die Sporen besitzen eine spindelige Form und messen 12–18 × 4,5–6,5 Mikrometer. Die Zystiden sind flaschenförmig bis bauchig-spindelig. Sie sind an den Poren zerstreuter und größer vorhanden; sie werden bis zu 50 Mikrometer lang. Die Hutdeckschicht besitzt zunächst mehr oder weniger aufgerichtete, aber bald anliegende Hyphenenden, die 3 bis 6 Mikrometer dick sind. Sie sind vor allem bei älteren Exemplaren etwas gelatinös. Die Endzellen sind zylindrisch bis schwach keulig geformt.

## Artabgrenzung
Unkundige Sammler können diese Arten mit dem giftigen Satans-Röhrling (Rubroboletus satanas) verwechseln, der sich bei Fleischverletzung nur mäßig blau verfärbt, ein Stielnetz und (vor allem im Jungstadium) eine wesentlich hellere, graue Hutfarbe hat.
Ähnlicher sind folgende, wie der Flockenstielige Hexenröhrling ebenfalls erhitzt essbare Arten:
Sehr ähnlich ist der seltenere Neoboletus xanthopus, der sich unter anderem durch sein Vorkommen in wärmebegünstigten Habitaten mit Eichenbeständen, mehr gelbe Farbtöne an Hut und Stiel mit kleineren Flöckchen und einem Tomentum an der Stielbasis unterscheidet.
Der Netzstielige Hexen-Röhrling (Suillellus luridus) weist am Stiel eine netzartige Zeichnung auf. Im Schnitt zeigt sich eine dunklere Linie an der Kontaktstelle von Röhren und Hutfleisch und sein Röhrenboden ist orange-rot bis orange-gelb getönt. Der seltenere Glattstielige Hexenröhrling (Suillellus queletii) unterscheidet sich durch einen oft rötlich gefärbten Hut, einen glatteren, helleren Stiel mit feineren Flöckchen und in der Stielbasis purpurrot gefärbtes Stielfleisch. Die Amyloidreaktion im Stielfleisch ist positiv. Noch ähnlicher sieht der Kurznetzige Hexen-Röhrling (Suillellus mendax) aus, dessen genetzte und zugleich punktierte Stieloberfläche an eine Mischung aus Flockenstieligem und Netzstieligem Hexen-Röhrling erinnert. Auf Hut und Stiel überwiegen rötliche Farbtöne; auch zeigt Suillellus mendax, anders als Neoboletus erythropus, eine deutlich positive Amyloidreaktion im basalen Stielfleisch.

## Ökologie und Phänologie
Der Flockenstielige Hexen-Röhrling ist in erster Linie in Rotbuchenwäldern zu finden und dort vor allem in Hainsimsen-Buchenwäldern. Ebenfalls sehr häufig ist er in bodensauren Nadelwäldern, insbesondere in Preiselbeer-Fichten-Tannenwäldern anzutreffen. Der Pilz wächst gern im Randbereich von Mooren, jedoch kaum in deren Zentrum. Obwohl die Art auf zahlreichen Bodenarten vorkommen kann, bevorzugt sie sauren und frischen Untergrund. Auch bei einer oberflächlichen Versauerung ist sie anzutreffen. Auf besonders trockenen oder sehr feuchten Böden ist der Pilz kaum zu finden. Der Stickstoff-Gehalt beeinflusst das Wachstum kaum, lediglich auf stark stickstoffhaltigem Substrat ist er selten.
Der Flockenstielige Hexen-Röhrling ist ein Mykorrhiza-Pilz, der vor allem mit Nadelbäumen, in erster Linie Fichten, in Symbiose lebt. Seltener, meist im Flachland, steht er mit Laubbäumen wie Rotbuchen oder Eichen in Verbindung. Die Fruchtkörper erscheinen relativ früh, so dass bereits im Mai Funde gemacht werden können. Das Wachstum erstreckt sich bis in den Oktober, manchmal auch später.

## Verbreitung
Der Flockenstielige Hexen-Röhrling ist vor allem in Europa verbreitet. Außerdem wurde er in Nordamerika nachgewiesen und eine Form der Art ist in Nordafrika anzutreffen. In Europa ist er weit verbreitet; das Gebiet reicht bis Vorderasien. In Deutschland ist der Pilz bei geeigneter Witterung und im Bereich der Mykorrhiza-Partnerbäume häufig anzutreffen.

## Systematik

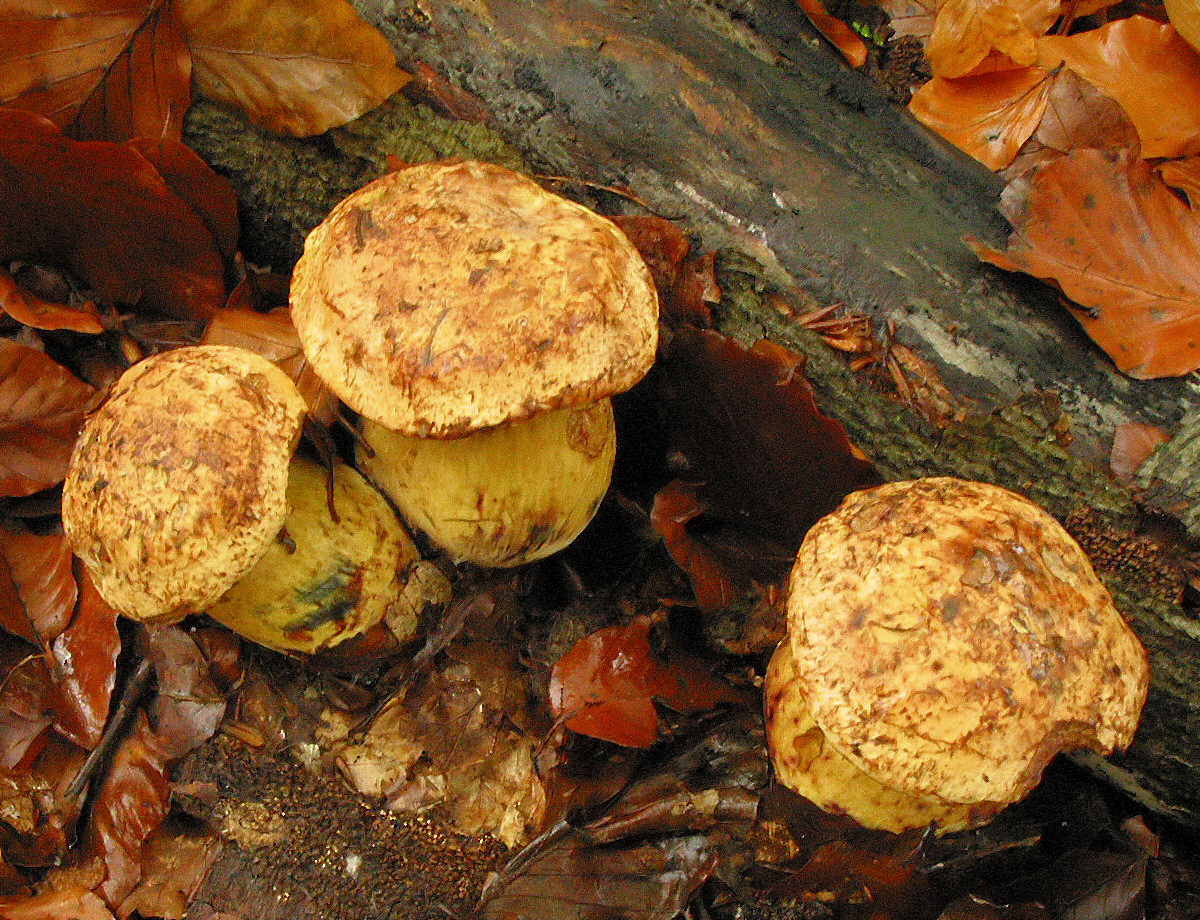
Gelber Hexen-Röhrling
Neoboletus erythropus var. junquilleus

Von gewisser Bedeutung ist vor allem die Varietät junquilleus, bei der alle Teile des Fruchtkörpers gelb gefärbt sind. Sie ist vermutlich eine Variante ohne Farbpigmente. Sonstige Unterschiede zur Typusform lassen sich nicht feststellen.

## Bedeutung

### Inhaltsstoffe
Die auf Druck oder bei Verletzung des Fruchtkörpers auftretende Blaufärbung hängt mit der enthaltenen Variegatsäure zusammen, die bei Zutritt von Luftsauerstoff durch Oxidasen zu Hydroxychinonmethid oxidiert wird, dessen Anion 1 die Blaufärbung verursacht.
Die rote Farbe ist hingegen auf Variegatorubin zurückzuführen.

### Speisewert
Er wird in manchen Gegenden mehr geschätzt als der Steinpilz. Er ist im rohen Zustand giftig, gegart jedoch ein schmackhafter Speisepilz.